# Rudgea macrophylla
Rudgea macrophylla är en måreväxtart som beskrevs av George Bentham. Rudgea macrophylla ingår i släktet Rudgea och familjen måreväxter. Inga underarter finns listade i Catalogue of Life.